# 무스타파 도안
무스타파 도안 (Mustafa Doğan, 1976년 1월 1일, 이스파르타 ~) 은 은퇴한 튀르키예계 독일인 축구 선수로, 현역 시절 센터백으로 활약하였다.
현역 시절, 그는 그의 조국인 튀르키예와 시민권을 획득했던 독일의 클럽에서 모두 활약하였고, 90년대 말에는 독일 축구 국가대표팀 일원으로 국가대항전에 출전하기도 하였다.

## 축구 경력
이스파르타의 얄바스 지구, 데데삼 동네 출신으로, 도안은 소규모 독일 축구 클럽 TV 아스베어흐에서 축구계에 입문하였다. 13세 때에, 그는 KFC 위르딩겐 05와 첫 프로계약을 체결하였고, 1994년 5월 15일에 부퍼탈 SV와의 2. 푸스발-분데스리가 경기에서 데뷔하였다.
1996년, 도안은 이스탄불의 페네르바흐체 SK로 이적하였다. 그는 그곳에서 7년을 보냈는데, 처음 5년은 주전으로 활약하였다. 이후 그는 독일의 푸스발-분데스리가 클럽 1. FC 쾰른의 일원이 되었다. 2003년 10월 18일, 그는 SC 프라이부르크전에서 1부리그에서는 처음이자 마지막으로 득점을 기록하였다.
이후, 베식타시 JK로 이적하면서 2004-05 시즌은 다시 튀르키예 쉬페르리그에서 뛰게 되었다. 여러 차례 부상을 당한 그는 2007년에 31세의 나이로 은퇴하였다.
독일 U-21 국가대표팀으로도 활약했던 그는, 1999년에 두 차례 독일 축구 국가대표팀 일원으로 참여하였다. 첫 경기는 7월 미국에게 0-2로 패한 1999년 FIFA 컨페더레이션스컵 경기였고, 두 번째 경기는 그로부터 3달 뒤에 벌어진 터키와의 UEFA 유로 2000 예선경기였고, 경기는 0-0 무승부로 종료되었다.
은퇴 후, 도안은 튀르키예 스포츠 텔레비전 채널인 NTV 스포르에서 해설자로 일하고 있다.